# Espace de Sobolev
En analyse mathématique, les espaces de Sobolev sont des espaces fonctionnels particulièrement adaptés à la résolution des problèmes d'équation aux dérivées partielles. Ils doivent leur nom au mathématicien russe Sergueï Lvovitch Sobolev.
Plus précisément, un espace de Sobolev est un espace vectoriel de fonctions muni de la norme obtenue par la combinaison de la norme Lp de la fonction elle-même et de ses dérivées jusqu'à un certain ordre. Les dérivées sont comprises dans un sens faible, au sens des distributions afin de rendre l'espace complet. Les espaces de Sobolev sont donc des espaces de Banach.
Intuitivement, un espace de Sobolev est un espace de Banach de fonctions pouvant être dérivées suffisamment de fois, pour donner sens par exemple à une équation aux dérivées partielles et muni d'une norme qui mesure à la fois la taille et la régularité de la fonction.
Les espaces de Sobolev sont un outil essentiel pour l'étude des équations aux dérivées partielles. En effet, les solutions de ces équations appartiennent plus naturellement à un espace de Sobolev qu'à un espace de fonctions continues partiellement dérivables au sens classique.

## Introduction
Il existe de nombreux critères pour évaluer la régularité d'une fonction. Le critère le plus élémentaire est celui de la continuité. Une notion plus forte de régularité est la différentiabilité. En effet, les fonctions différentiables sont également continues. Enfin, un critère encore plus fort de régularité est la continuité des dérivées partielles (de telles fonctions sont dites de classe {\displaystyle C^{1}}). Les fonctions différentiables sont importantes dans beaucoup de domaines, en particulier pour les équations différentielles (cas d'une seule variable) ou les équations aux dérivées partielles (cas de plusieurs variables). Cependant, au cours du XXe siècle, les mathématiciens se sont rendu compte que l'espace {\displaystyle C^{1}}(ou {\displaystyle C^{2}}, etc.) n'était pas le cadre approprié pour étudier les solutions des équations aux dérivées partielles. Les espaces de Sobolev se sont imposés comme l'outil moderne fournissant le cadre adéquat pour la recherche de solutions d'équations aux dérivées partielles.

## Définition des espaces de Sobolev

### Définitions
Soient {\displaystyle \Omega } un ouvert de {\displaystyle \mathbb {R} ^{n}}, {\displaystyle p\in [1,+\infty ]}, et {\displaystyle m} un entier naturel. On définit l'espace de Sobolev {\displaystyle W^{m,p}(\Omega )} par 
où {\displaystyle \alpha } est un multi-indice, {\displaystyle D^{\alpha }u} est une dérivée partielle de {\displaystyle u} au sens faible (au sens des distributions) et {\displaystyle L^{p}} désigne un espace de Lebesgue.
On munit cet espace vectoriel {\displaystyle W^{m,p}(\Omega )} de la norme suivante :
où {\displaystyle \|\cdot \|_{L^{p}}} désigne la norme des espaces de Lebesgue.

### Définition équivalente sipest fini
Dans le cas où {\displaystyle p} est un réel, le théorème de Meyers-Serrin donne une définition équivalente, par complétion de l'espace vectoriel normé
avec
où {\displaystyle D^{\alpha }u} est une dérivée partielle de {\displaystyle u} au sens classique ({\displaystyle u\in C^{\infty }(\Omega )}).
On a le même résultat en remplaçant {\displaystyle C^{\infty }(\Omega )} par {\displaystyle C^{m}(\Omega )}

### Propriétés élémentaires
- Muni de cette norme, {\displaystyle W^{m,p}(\Omega )} est un espace de Banach[1].

- Dans le cas où {\displaystyle p} est fini, c'est aussi un espace séparable.
- On montre aisément que l'application{\displaystyle u\mapsto \sum \limits _{|\alpha |\leq m}\|D^{\alpha }u\|_{\mathrm {L} ^{p}}}est une norme équivalente à la précédente (que {\displaystyle p} soit fini ou pas). Ces normes sont notées indifféremment {\displaystyle \|\cdot \|_{W^{m,p}}}ou {\displaystyle \|\cdot \|_{m,p}}.

### Le casp= 2
Dans le cas {\displaystyle p=2}, les espaces de Sobolev ont un intérêt particulier car il s'agit alors d'espaces de Hilbert. Leur norme est induite par le produit intérieur suivant :
où{\displaystyle \left(u,v\right)=\int _{\Omega }u(x){\overline {v(x)}}~\mathrm {d} x}est le produit intérieur dans {\displaystyle L^{2}(\Omega )}, produit scalaire dans le cas réel, hermitien dans le cas complexe. Dans ce cas, pour désigner l'espace de Sobolev, on utilise une notation spéciale :
De plus, dans le cas où la transformation de Fourier peut être définie dans {\displaystyle L^{2}(\Omega )}, l'espace {\displaystyle H^{m}(\Omega )} peut être défini de façon naturelle à partir de la transformée de Fourier.
- Par exemple si {\displaystyle \Omega =\mathbb {R} ^{n}}, grâce à l'identité de Parseval, on vérifie aisément que si {\displaystyle {\hat {u}}} est la transformée de Fourier de {\displaystyle u} :{\displaystyle H^{m}\left(\mathbb {R} ^{n}\right)=\left\lbrace u\in \mathrm {L} ^{2}\left(\mathbb {R} ^{n}\right)~\left|~\int _{\mathbb {R} ^{n}}|{\hat {u}}(\xi )|\xi |^{\alpha }|^{2}\mathrm {d} \xi \;<\infty {\text{ pour }}|\alpha |\leq m\right.\right\rbrace }ou, ce qui est équivalent :{\displaystyle H^{m}\left(\mathbb {R} ^{n}\right)=\left\lbrace u\in \mathrm {L} ^{2}\left(\mathbb {R} ^{n}\right)~\left|~\int _{\mathbb {R} ^{n}}|{\hat {u}}(\xi )|^{2}\left(1+|\xi |^{2}\right)^{m}\mathrm {d} \xi \;<\infty \right.\right\rbrace }et que{\displaystyle \left(u,v\right)_{m}:=\int _{\mathbb {R} ^{n}}{\hat {u}}\left(\xi \right){\overline {{\hat {v}}(\xi )}}\left(1+|\xi |^{2}\right)^{m}\mathrm {d} \xi }est un produit hermitien équivalent à celui défini plus haut.
- Ou encore si {\displaystyle \Omega =]0,1[}, on vérifie que :{\displaystyle H^{m}(\left]0,1\right[)=\left\{u\in \mathrm {L} ^{2}(]0,1[)~\left|~\sum _{n\in \mathbb {Z} }(1+n^{2})^{m}|{\widehat {u}}_{n}|^{2}<\infty \right.\right\}}où {\displaystyle {\widehat {u}}_{n}} est la série de Fourier de {\displaystyle u}.
Là encore, le résultat se déduit aisément de l'identité de Parseval et du fait que la dérivation revient à multiplier le coefficient de Fourier par {\displaystyle in}.
On voit qu'une fonction de {\displaystyle H^{m}} est caractérisée par une décroissance suffisamment rapide de ses coefficients de Fourier.

## Espace de Sobolev d'ordre fractionnaire
L'habitude est prise, pour plus de clarté, de différencier la notation de l'ordre d'un espace de Sobolev selon qu'il est entier ou non. Alors que dans le cas entier on note souvent l'ordre avec la lettre m, dans le cas non entier, on utilisera la lettre s et donc les espaces seront notés Ws,p ou, pour p = 2, Hs.

### Définition par la méthode d'interpolation complexe
Une première approche pour définir les espaces de Sobolev d'ordre fractionnaire consiste à utiliser la méthode d'interpolation complexe. (Ci-dessous une autre méthode, dite d'interpolation réelle sera utilisée pour la caractérisation des traces des espaces de Sobolev.)
L'interpolation complexe est une technique générale qui permet, à partir de deux espaces de Banach, d'en construire un troisième par interpolation. Plus précisément, soient deux espaces de Banach X et Y qui sont tous les deux inclus par injection continue dans un autre espace de Banach, alors, pour tout t tel que 0 ≤ t ≤ 1, on peut construire un espace interpolé noté : [X,Y]t. (Les espaces X et Y forment la « paire d'interpolation ».)

Pour s non entier, compris entre deux entiers l et m, l < s < m, on définit l'espace de Sobolev
{\displaystyle W^{s,p}=\left[W^{l,p},W^{m,p}\right]_{\frac {s-l}{m-l}}.}

Nous devons vérifier que cette définition est cohérente, ce qui est assuré par le résultat suivant :
Théorème — {\displaystyle \left[W^{0,p},W^{m,p}\right]_{t}=W^{n,p}} si {\displaystyle n} est un entier tel que {\displaystyle n=tm}'.
On a ainsi construit de façon cohérente un continuum d'espaces entre les Wm,p. 
En fait, on utilise cette méthode pour définir les espaces Ws,p(ℝn).
Pour un domaine quelconque suffisamment régulier, on procède ensuite à partir de Ws,p(ℝn) grâce à des opérateurs de prolongement.

### Définition par ordre de dérivation fractionnaire
- On s'intéresse d'abord ici au cas où p = 2 et Ω = ℝn.

Dans ce cas, l'espace de Sobolev Hs(ℝn), s ≥ 0, peut être défini grâce à la transformée de Fourier :
Hs(ℝn) est un espace de Hilbert muni de la norme :
{\displaystyle \|u\|_{H^{s}}^{2}=\int _{\mathbb {R} ^{n}}(1+|\xi |^{2})^{s}|{\hat {u}}(\xi )|^{2}\,\mathrm {d} \xi .}
On montre que l'espace obtenu est le même que par la méthode d'interpolation. Cette définition peut être utilisée pour tout domaine sur lequel la transformée de Fourier peut être définie.
Pour un domaine quelconque suffisamment régulier, on procède ensuite à partir de Hs(ℝn) grâce à des opérateurs de prolongement.
- Cas où p = 2 et Ω ⊂ ℝn quelconque.

On peut alors caractériser les espaces de Sobolev d'ordre fractionnaire Hs(Ω) grâce au produit intérieur donné par :
{\displaystyle (u,v)_{H^{s}(\Omega )}=(u,v)_{H^{k}((\Omega )}+\sum _{|\alpha |=k}\int _{\Omega }\int _{\Omega }{\frac {(D^{\alpha }u(x)-D^{\alpha }u(y))(D^{\alpha }v(x)-D^{\alpha }v(y))}{|x-y|^{n+2T}}}\,\mathrm {d} x\mathrm {d} y,}
où s = k + T, k est un entier tel que 0 < T < 1 et n est la dimension du domaine {\displaystyle \Omega \subset \mathbb {R} ^{n}}.
La norme induite est essentiellement l'analogue pour L2 de la continuité au sens de Hölder.
Ici encore cette définition est équivalente aux définitions précédentes.
- Cas où p est différent de 2 et Ω = ]0, 1[.

Dans ce cas, l'égalité de Parseval ne tient plus, mais la dérivation correspond à une multiplication de la transformée de Fourier et peut être généralisée à des ordres non entiers. Dans ce but, on définit un opérateur Ds de dérivation d'ordre fractionnaire s par :
En d'autres termes, il s'agit de prendre la transformée de Fourier, de la multiplier par (in)s et de prendre la transformée de Fourier inverse (les opérateurs définis par la séquence : transformation de Fourier – multiplication – transformation inverse de Fourier sont appelés des multiplicateurs de Fourier et sont actuellement un sujet de recherches en eux-mêmes).
Cet opérateur nous permet alors de définir la norme de Sobolev de Hs(]0, 1[) par :
et de définir l'espace de Sobolev Hs(]0, 1[) comme l'espace des fonctions pour lesquelles cette norme est finie.

## Traces et opérateurs de prolongement
Cette notion de trace n'a aucun lien avec la notion de trace d'une matrice.

### Définition de la trace d'une fonction d'un espace de Sobolev
- Cas des espaces Hs
Soit s > 1/2. Si Ω est un ouvert dont la frontière ∂Ω est suffisamment régulière, alors on peut définir un opérateur de trace T qui à une fonction u de Hs(Ω) associe sa trace, sa restriction sur la frontière de Ω : {\displaystyle Tu=u|_{\partial \Omega }.}

Une hypothèse simple qui satisfasse la condition de régularité est que ∂Ω soit uniformément Cm pour m ≥ s.
Ainsi défini, cet opérateur de trace T a pour domaine de définition Hs(Ω) et son image est précisément Hs–1/2(∂Ω). En fait, T est d'abord défini pour les fonctions indéfiniment dérivables et cette définition est ensuite étendue par continuité à tout l'ensemble Hs(Ω).
De façon informelle, on peut dire que l'on perd en régularité « une demi-dérivée » en prenant la trace d'une fonction de Hs(Ω).
- Cas des espaces Ws,p, pour p différent de 2
Définir la trace d'une fonction de Ws,p est un travail considérablement plus difficile et demande d'utiliser la technique d'interpolation réelle. Les espaces images obtenus sont des espaces de Besov.

De façon informelle, on peut dire que l'on perd en régularité 1/pème de dérivée en prenant la trace d'une fonction de Ws,p(Ω).

### Opérateur de prolongement
Soit Ω un ouvert de ℝn suffisamment régulier (par exemple Ω est borné et sa frontière est localement Lipschitz), alors il existe un opérateur de prolongement P qui applique les fonctions définies sur Ω en fonctions définies sur ℝn de telle sorte que :
1. Pu(x) = u(x) pour presque tout x de Ω et
2. P est un opérateur continu de Wm,p(Ω) dans Wm,p(ℝn), pour tout p ∈ [1, ∞] et tout entier m.

P est appelé opérateur de prolongement de Ω.
Comme nous l'avons vu ci-dessus, les opérateurs de prolongement sont utiles pour définir les espaces Ws,p(Ω) et Hs(Ω). En effet, une fois Ws,p(ℝn) et Hs(ℝn) définis, on pose alors
{\displaystyle W^{s,p}(\Omega )=\{u\in \mathrm {L} ^{p}(\Omega )\mid Pu\in W^{s,p}(\mathbb {R} ^{n})\}}
et 
{\displaystyle H^{s}(\Omega )=\{u\in \mathrm {L} ^{2}(\Omega )\mid Pu\in H^{s}(\mathbb {R} ^{n})\}.}

### Fonctions nulles sur la frontière et extension par zéro
Soit Ω un ouvert de ℝn et soit C∞
c(Ω) l'espace des fonctions C∞ à support compact dans Ω.
Dans le cas particulier Ω = ℝn, ce sous-espace de Wm,p(Ω) est dense pour tout p ∈ [1, +∞[.
On note Ws,p
0(Ω) (respectivement Hs
0(Ω)) l'adhérence de C∞
c(Ω) pour la norme de Ws,p(Ω) (respectivement, celle de Hs(Ω)).
Théorème — Soit Ω un ouvert régulier de ℝn dont la frontière est uniformément Cm, m ≤ s et soit T l'opérateur linéaire qui à {\displaystyle u\in H^{s}(\Omega )} fait correspondre :
{\displaystyle \left.\left(u,{\frac {du}{dn}},\dots ,{\frac {d^{m}u}{dn^{m}}}\right)\right|_{\partial \Omega }}
où d/dn est la dérivée normale à {\displaystyle \partial \Omega }, et m est le plus grand entier inférieur à s. Alors Hs
0(Ω) est précisément le noyau de T.
Quand Ω a une frontière régulière, H1
0(Ω) peut donc être décrit comme l'espace des fonctions de H1(Ω) qui s'annulent au sens des traces. 
En dimension 1 (n = 1), si Ω = ]a, b[ est un intervalle borné, alors H1
0(]a, b[) est l'ensemble des fonctions u continues sur [a, b] de la forme :
{\displaystyle u(x)=\int _{a}^{x}u'(t)\,\mathrm {d} t,\quad x\in [a,b]}
dont la dérivée généralisée u' appartient à L2(]a, b[) et a une intégrale nulle de telle sorte que u(a) = u(b) = 0.
Si Ω  est borné, l'inégalité de Poincaré dit qu'il existe une constante C = C(Ω) telle que 
{\displaystyle \int _{\Omega }|u|^{2}\leq C^{2}\,\int _{\Omega }|\nabla u|^{2},\quad u\in H_{0}^{1}(\Omega ).}
Lorsque Ω est borné, l'injection de H1
0(Ω) dans L2(Ω) est compacte, ce qui joue un rôle dans l'étude du problème de Dirichlet, et dans le fait qu'il existe une base orthonormée de L2(Ω) formée de vecteurs propres de l'opérateur de Laplace (avec des conditions aux limites de Dirichlet).
Si {\displaystyle u\in H_{0}^{s}(\Omega )}, de façon naturelle, on peut définir son extension par zéro en dehors de Ω, notée {\displaystyle {\tilde {u}}\in \mathrm {L} ^{2}(\mathbb {R} ^{n})}, de la façon suivante :
{\displaystyle {\tilde {u}}(x)=u(x)} si {\displaystyle x\in \Omega }, et 0 sinon.
Théorème — Soit s > ½. L'application qui associe {\displaystyle {\tilde {u}}} à u est continue de Hs(Ω) dans Hs(ℝn) si et seulement si s n'est pas de la forme n + ½ pour un entier n.

## Espaces de Sobolev sur les variétés
Soient p ∈ [1, +∞[ et m un entier naturel. Considérons une variété riemannienne (M, g) et notons ∇ la connexion de Levi-Cevita.

### Définition
Notons Cm,p(M) l'espace des fonctions u : M → ℝ de classe Cm telles que ∇ku ∈ Lp(M) pour 0 ≤ k ≤ m. L'espace de Sobolev Wm,p(M) est la complétion de Cm,p(M) pour la norme : 
Cette définition est cohérente avec celle donnée par le théorème de Meyers-Serrin. En effet, un ouvert Ω de ℝn est muni de la métrique riemannienne induite par la structure euclidienne naturelle de ℝn.

### Théorèmes de densité
- Pour une variété riemannienne complète, les fonctions C∞ à support compact sont denses dans W1,p(M)[3].
- Pour une variété riemannienne complète de rayon d'injectivité strictement positif et de courbure sectionnelle bornée, les fonctions C∞ à support compact sont denses dans Wm,p(M) pour m ≥ 2[3].

## Théorème de plongement de Sobolev
Soient s un réel positif, et p et q des réels réel tels que 1 ≤ p, q ≤ ∞. Nous noterons Ws,p l'espace de Sobolev d'ordre s d'une variété riemannienne compacte de dimension n.
Le théorème de plongement de Sobolev dit que si s ≥ m et s – n⁄p ≥ m – n⁄q alors Ws,p est inclus dans Wm,q et l'injection est continue.
De plus si s > m et s – n⁄p > m – n⁄q alors l'injection est compacte (ce deuxième point est parfois appelé le théorème de Rellich-Kondrachov).
Les fonctions de Wm,∞ ont toutes leur dérivées d'ordre inférieur à m continues, et donc le théorème de plongement de Sobolev donne, en outre, une condition pour que certaines dérivées soient continues. De façon informelle, ces injections disent que pour convertir une estimation Lp en une estimation L∞ (ce qui signifie que la fonction est bornée) coûte 1/p-ième de dérivée par dimension.
Pour s > n/p et Ω compact, l'espace Ws,p(Ω) ne contiendra que des fonctions continues. L'influence de la dimension peut être facilement vérifiée par exemple en utilisant les coordonnées sphériques avec la fonction définie sur la boule unité de dimension n, notée Bn, par {\displaystyle u(x)=1/\|x\|^{\alpha }}. On vérifie aisément que u appartient à Ws,p(Bn) si et seulement si α < n⁄p – s. De façon intuitive, plus la dimension est grande, moins l'explosion de u en 0 est sensible.
Des variantes de ce théorème de plongement existent pour des variétés non compactes comme ℝn.

## Exemples d'espaces de Sobolev

### Ws,∞
L'espace de Sobolev Ws,∞ est par définition identique à l'espace de Hölder Cn,α où s = n + α, n ∈  ℕ et 0 < α ≤ 1.
C'est donc une algèbre normée.

### Wk,p(S1)
Nous sommes ici dans le cas d'une variété de dimension 1, le cercle unité, noté S1. Dans ce cas, l'espace de Sobolev Ws,p est défini comme étant le sous-ensemble des fonctions u de Lp telles que u et ses dérivées au sens faible jusqu'à un ordre k ont une norme Lp, pour p donné, p ≥ 1.
Comme nous sommes en dimension 1, cela revient à dire que les k – 1 premières dérivées de la fonction u, notées uk – 1, sont dérivables presque partout et sont égales à l'intégrale au sens de Lebesgue de leur dérivée.
Cet espace de Sobolev admet une norme naturelle :
{\displaystyle \|u\|_{k,p}=\left(\sum _{i=0}^{k}\|u^{(i)}\|_{p}^{p}\right)^{1/p}=\left(\sum _{i=0}^{k}\int |u^{(i)}(t)|^{p}\,\mathrm {d} t\right)^{1/p}.}
L'espace Wk,p(S1), équipé de cette norme {\displaystyle \|\cdot \|_{k,p}}, est un espace de Banach. De fait, il suffit de prendre en compte le premier et le dernier terme de la somme, ce qui veut dire que la norme : {\displaystyle \|u^{(k)}\|_{p}+\|u\|_{p}} est équivalente à la norme ci-dessus.

### W1,1(Ω)
- Cas de la dimension 1
W1,1(]0, 1[) est l'espace des fonctions absolument continues sur l'intervalle ]0, 1[.
- Cas de la dimension n
En dimension supérieure à 1, il n'est plus vrai que W1,1 contient seulement des fonctions continues. Par exemple, {\displaystyle {\frac {1}{|x|}}\in W^{1,1}(B^{3})} où B3 est la boule unité de ℝ3.